# حميد فارس
حميد فارس ممثل إماراتي إشتهر بشخصية فهد في مسلسل القياضة.

## أعماله

### المسلسلات التلفزيونية
- القياضة 2015 - ( الجزء الثاني )
- القياضة 2013 - (الجزء الأول )
- متعب القلب 2010
- الجيران 2009